# Dipropiltriptamina
| DPT                       | DPT                              |
| ------------------------- | -------------------------------- |
| Nome chimico              | 3-[2-(dipropilammino)etil]indolo |
| Formula chimica           | C16H24N2                         |
| Numero CAS                | 61-52-9                          |
| Struttura chimica del DPT |                                  |

La DPT (dipropiltriptamina) è un potente allucinogeno psichedelico di sintesi. La sostanza ha ottenuto fama per il suo uso eucaristico all'interno del Temple of True Inner Light come vera e propria manifestazione della divinità che, una volta assunta dall'uomo, permette il contatto con l'assoluto. La sintesi di questa molecola è stata conseguita durante la ricerca di un analogo della dimetiltriptamina che non fosse già stato schedato dalla FDA come sostanza illegale.

## Chimica
Chimicamente la molecola è una triptamina affine al neurotrasmettitore serotonina.

## Farmacologia
La molecola esplica la sua azione psichedelica tramite i recettori 5-HT2A della serotonina. Gli effetti sono modulati anche con le interazioni con i recettori 5-HT1A.

## Effetti
Gli effetti sono simili a quelli indotti dalla dimetiltriptamina anche se di durata maggiore; è presente talvolta la sensazione di essere "strappati" da sé con conseguente perdita dell'ego ed eventuale disforia a causa dell'intensità dell'esperienza.